# رابطه (فیلم ۱۳۴۸)
رابطه فیلمی به کارگردانی ایرج قادری و نویسندگی سعید مطلبی محصول سال ۱۳۴۸ است.

## خلاصه داستان
دکتر جوانی متدرجاً به مستخدمه‌اش علاقه‌مند شده و رابطه‌ای بینشان به وجود می‌آید. مستخدمه از ازدواج قبلش صاحب فرزندی شده بود. در این حال شوهر قبلی مستخدمه را که با دکتر ازدواج کرده است، تهدید می‌کند که فرزند داشتن او را نزد دکتر فاش خواهد کرد و برای اینکه چنین نکند، تقاضای حق‌السکوت دارد. رفت و آمد مرد بدطینت با مستخدمه، دکتر جوان را نسبت به مستخدمه بدگمان می‌سازد تا جائیکه مستخدمه را از خود می‌راند. پس از یک سلسله ماجرا سرانجام دکتر حقیقت را درمی‌یابد و مستخدمه را بازمی‌یابد.

## بازیگران
- ایرج قادری
- آرمان
- شهلا
- نیلوفر
- پروین غفاری
- محسن مهدوی
- فریبا فروهر
- محمدتقی کهنمویی
- اکبر هاشمی
- مینا